# Lemolang
Lemolang ist eine auf Sulawesi gesprochene Sprache. Sie gehört zu den austronesischen Sprachen.